# Bujari
 (décembre 2018).
Si vous disposez d'ouvrages ou d'articles de référence ou si vous connaissez des sites web de qualité traitant du thème abordé ici, merci de compléter l'article en donnant les références utiles à sa vérifiabilité et en les liant à la section « Notes et références ».
Bujari est une ville brésilienne du nord-est de l'État de l'Acre. Sa population était estimée à 8 751 habitants en 2006. La municipalité s'étend sur 3 468 km2.

## Maires
| Période | Période | Identité                    | Étiquette | Qualité |
| ------- | ------- | --------------------------- | --------- | ------- |
| 2009    | 2012    | João Edivaldo Teles de Lima | PMDB      |         |